# 李立功 (1966年)
李立功（1966年12月—），男，安徽舒城人，中华人民共和国政治人物。曾任国家国防科技工业局副局长，现任中国电子信息产业集团有限公司总经理。

## 生平
1966年生于安徽省舒城县千人桥镇。1982年进入安徽省舒城中学高中部学习，1985年毕业后考入合肥工业大学，1989年毕业于应用物理系光电子技术专业，同年进入蚌埠市电子工业部第四十一研究所工作。1999年11月，任第四十一研究所副所长。2001年升任所长。2005年10月，当选中国电子仪器行业协会理事长。2015年9月，任中国电子科技集团有限公司新成立的中电科仪器仪表有限公司董事长、临时党委书记。2018年6月，任中国电子科技集团有限公司副总经理。2021年10月4日，任国家国防科技工业局副局长。2023年6月，任中国电子信息产业集团有限公司董事、总经理、党组副书记。

## 荣誉
- 神舟六号载人航天任务先进个人（信息产业部，2005年）
- 安徽省劳动模范（2007年）
- 全国优秀科技工作者（2012年）